# Connecticut Skyhawks
I Connecticut Skyhawks sono stati una franchigia di pallacanestro della USBL, con sede a New Haven, in Connecticut, attivi tra il 1985 e il 1999.
Debuttarono nel 1985 come Connecticut Colonials. Dopo la prima stagione sospesero le operazioni per due anni, riprendendo l'attività nel 1988 come New Haven Skyhawks e vinsero il titolo battendo in finale i Palm Beach Stingrays per 134-126. Nel 1993 assunsero la denominazione di Connecticut Skyhawks. Raggiunsero nuovamente la finale nel 1999, perdendola con gli Atlantic City Seagulls per 83-77. Si sciolsero alla fine della stagione 1999.

## Palmarès
- United States Basketball League: 1

1988

## Stagioni
| Stagione | Lega | Denominazione         | V  | P  | %    | Piazzamento | Play-off         |
| -------- | ---- | --------------------- | -- | -- | ---- | ----------- | ---------------- |
| 1985     | USBL | Connecticut Colonials | 13 | 10 | 56,5 | 3º          | -                |
| 1988     | USBL | New Haven Skyhawks    | 18 | 12 | 60,0 | 3º          | Campioni         |
| 1990     | USBL | New Haven Skyhawks    | 7  | 7  | 50,0 | 2º          | -                |
| 1991     | USBL | New Haven Skyhawks    | 10 | 10 | 50,0 | 2º          | -                |
| 1992     | USBL | New Haven Skyhawks    | 10 | 16 | 38,5 | 4º          | -                |
| 1993     | USBL | Connecticut Skyhawks  | 8  | 16 | 41,7 | 6º          | Quarti di finale |
| 1994     | USBL | Connecticut Skyhawks  | 12 | 15 | 44,4 | 3º          | Quarti di finale |
| 1995     | USBL | Connecticut Skyhawks  | 6  | 20 | 23,1 | 8º          | -                |
| 1996     | USBL | Connecticut Skyhawks  | 9  | 18 | 33,3 | 4º          | Quarti di finale |
| 1997     | USBL | Connecticut Skyhawks  | 13 | 13 | 50,0 | 3º          | Quarti di finale |
| 1998     | USBL | Connecticut Skyhawks  | 17 | 9  | 65,4 | 2º          | Semifinale       |
| 1999     | USBL | Connecticut Skyhawks  | 20 | 9  | 69,0 | 1º          | Finale           |